# 21 gramos (álbum)
21 gramos es el octavo álbum de estudio del grupo español de rock Revólver, publicado por Warner Music el 16 de septiembre de 2008. Autoproducido por el propio Carlos Goñi, el álbum supuso un contrapunto a su antecesor, Mestizo, con unas letras más reflexivas, una producción musical más elaborada y un sonido menos descarnado, en el que Goñi interpretó la mayoría de los instrumentos.

## Historia
Grabado en los estudios Mojave de La Eliana, Valencia, propiedad de Carlos Goñi, durante cerca de ocho meses y en dos tandas de siete y ocho canciones respectivamente, 21 gramos supuso un nuevo cambio en la propia concepción musical de Carlos Goñi. A diferencia de su anterior álbum de estudio, Mestizo, en el que mostró una mayor denuncia social encarnada en un sonido áspero y roquero, 21 gramos es «un álbum más reflexivo y tranquilo», según el propio Carlos, en el que introdujo arreglos de cuerdas y metales que aportaron una nueva atmósfera al trabajo. En ese aspecto, la letra de «A contratiempo» mostró una especie de disculpa porque, según Carlos, «en mis últimos discos he gritado demasiado y no es necesario gritar tanto para decir verdades».
A diferencia de sus anteriores trabajos, 21 gramos fue producido sin una maquetación previa y con total libertad por parte de su sello discográfico, Warner Music. Al respecto, Goñi comentó: «Llamé a la compañía y les dije: «Voy a empezar a grabar la semana que viene», y sin haber oído nada me dijeron que vale. Eso es una suerte, porque hay pocos artistas en España que puedan decir que les ocurre».
A pesar de tomar el título de la película homónima de Alejandro González Iñárritu, 21 gramos está en parte influenciado por la película Lugares comunes, de Adolfo Aristarain, protagonizada por Federico Luppi. Según Goñi: «En esa película, que es una maravilla, hay una frase que me dejó hecho polvo: "cuanto mayor es el conocimiento, más te vas entristeciendo"».
El 8 de septiembre, Warner Music publicó 21 gramos por anticipado en la tienda digitgal de iTunes junto a una versión en directo de «Tú y yo», grabado en el Patio Central de Conde Duque de Madrid. Las primeras copias de 21 gramos incluyeron un disco promocional de regalo con dos canciones inéditas: «Sol de invierno» y «Santa María». Ambas canciones fueron incluidas un año más tarde en la caja recopilatoria Que veinte años no es nada.

## Recepción
Tras su publicación, 21 gramos obtuvo en general una buena recepción de la prensa musical. Sergio Nozal escribió en DestinoRock sobre el álbum: «Creo que ha hecho un excelente trabajo que es muy digno de escuchar, de gran calidad, muy recomendable para los grandes amantes de este arte. Espero que el público le dé una oportunidad a este disco y se empapen de este nuevo trabajo del ya veterano proyecto llamado Revólver». En el mismo estilo, Juanjo Ordás definió el disco en Efe Eme como «magistral» y comentó: «No olvidemos que Goñi está dando ahora lo mejor, no hay más que prestar atención a la tríada formada por «Clarisa», «Y pasa el tiempo» y «Tiempo pequeño»».
En el plano comercial, el álbum siguió la estela de los anteriores trabajos de Revólver: debutó en el puesto siete de la lista de discos más vendidos de España, elaborada por Promusicae, y se mantuvo 17 semanas en lista, obteniendo unos datos más bajos que Básico 3.
Una semana antes de publicarse el álbum, Goñi inició la gira de promoción de 21 gramos en Muchamiel, Alicante.

## Lista de canciones
Todas las canciones escritas y compuestas por Carlos Goñi. 
| N.º | Título                   | Duración |  |
| 1.  | «Tiempo pequeño»         | 5:05     |  |
| 2.  | «Clarisa»                | 4:20     |  |
| 3.  | «Y pasa el tiempo»       | 5:08     |  |
| 4.  | «Hay besos»              | 4:43     |  |
| 5.  | «Todos somos capitanes»  | 4:48     |  |
| 6.  | «El canal»               | 4:18     |  |
| 7.  | «Cuando todo va bien»    | 4:26     |  |
| 8.  | «21 gramos»              | 5:00     |  |
| 9.  | «No me hace falta más»   | 4:42     |  |
| 10. | «A contratiempo»         | 4:46     |  |
| 11. | «Carreteras secundarias» | 4:00     |  |

| CD single |                   |          |  |
| N.º       | Título            | Duración |  |
| 1.        | «Tiempo pequeño»  | 5:05     |  |
| 2.        | «Sol de invierno» | 4:27     |  |
| 3.        | «Santa María»     | 4:50     |  |

## Personal
| Músicos - Carlos Goñi: voz, guitarras, dobro, bajo, percusión, teclados, programaciones, coros y arreglos de cuerdas y metales - José Alcaide: trompeta - José Vicente Catalá: saxofón - Julián Nemesio: batería y percusión - Cuco Pérez: acordeón - Gaspar Sanchís: trombón y dirección de sección - Juan Carlos Seba: trompa - Julio Tejera: piano, teclados y arreglos de cuerdas en «Hay besos» - Domingo Torrella: trompeta | Equipo técnico - Carlos Goñi: producción musical - Denis Blackham: masterización - Thomas Canet: fotografía - Mick Glossop: ingeniero de mezclas - Ana Maynero: diseño - Quique Morales: ingeniero de grabación y de mezclas - Ignacio Sáez: fotografía - Javier Salas: fotografía |

## Posición en listas
| País   | Semanas | Semanas | Semanas | Semanas | Semanas | Semanas | Semanas | Semanas | Semanas | Semanas | Semanas | Semanas | Semanas | Semanas | Semanas | Semanas | Semanas |
| País   | 1       | 2       | 3       | 4       | 5       | 6       | 7       | 8       | 9       | 10      | 11      | 12      | 13      | 14      | 15      | 16      | 17      |
| ------ | ------- | ------- | ------- | ------- | ------- | ------- | ------- | ------- | ------- | ------- | ------- | ------- | ------- | ------- | ------- | ------- | ------- |
| España | 7       | 12      | 14      | 21      | 26      | 28      | 31      | 32      | 47      | 55      | 70      | 81      | 97      | 93      | 85      | 86      | 70      |